# Geminian z Modeny
Geminian z Modeny, wł. Geminiano (ur. ok. 313, zm. ok. 396 w Modenie) – biskup diecezji Modeny, święty Kościoła katolickiego.

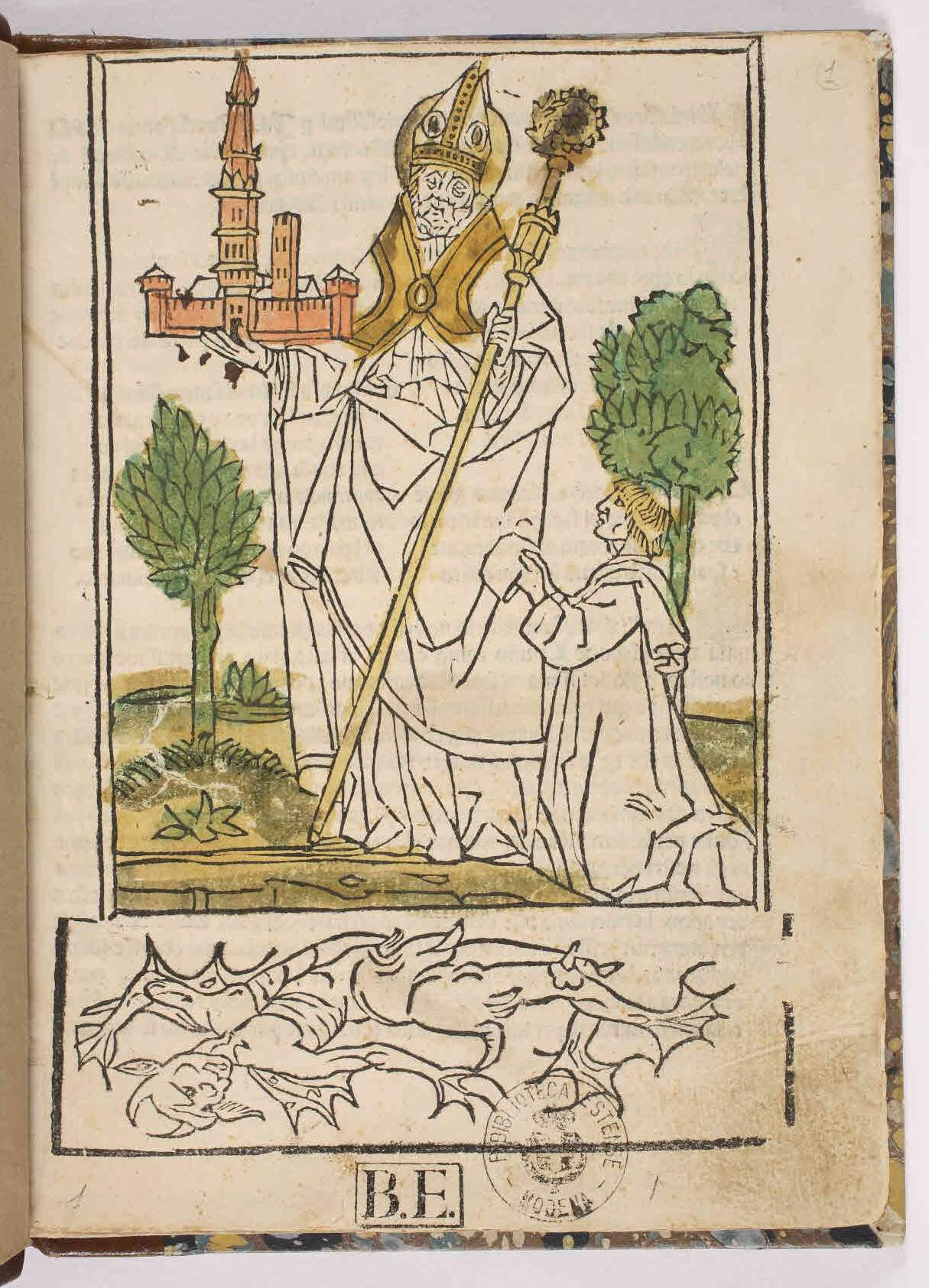
Giovanni Maria Parente, Vita di san Gimignano, 1495

Nie jest znany dokładny okres sprawowania biskupstwa przez Geminiana. Na podstawie przeprowadzonych badań przypuszcza się, że były to końcowe lata IV wieku a stanowisko piastował od ok. 322-344 do 396. Miał być kanonikiem biskupa Antonia.
Niewykluczone, że w 390 uczestniczył w synodzie mediolańskim, a w jego imieniu akta synodu miał podpisywać kapłan Aprus.
Jego sarkofag znajduje się w miejscowej katedrze (wł. Cattedrale Metropolitana di Santa Maria Assunta in Cielo e San Geminiano).
Święty Geminian jest patronem katedry i miasta.
Jego wspomnienie liturgiczne obchodzone jest 31 stycznia a we Włoszech również 30 kwietnia na pamiątkę przeniesienia relikwii.